# La Dépêche de Kabylie
La Dépêche de Kabylie è un quotidiano algerino in lingua francese. La sua fondazione (ad opera di Amara Benyounes) è recente: il primo numero uscì infatti il 13 giugno 2002, alla vigilia del primo anniversario della colossale manifestazione svoltasi ad Algeri per presentare al presidente Bouteflika la piattaforma di El Kseur, contenente le rivendicazioni di democrazia della primavera nera della Cabilia.
Il giornale è il primo che contenga nel titolo il nome della Cabilia, e questo, unitamente alla data simbolica della sua creazione, fece pensare a molti Cabili che si trattasse di un organo di informazione destinato a riportare senza manipolazioni le aspirazioni di democrazia e di rispetto della lingua e cultura berbere della popolazione di questa regione (era ancora molto sentita la frustrazione per la disinformazione con cui stampa e televisione algerina avevano trattato la manifestazione facendola apparire un attacco alla democrazia e inimicando alle lotte dei Cabili gran parte della popolazione).
In realtà, il suo creatore, Amara Benyounes era un ex ministro del governo di Bouteflika, e quindi era da attendersi che la linea politica del giornale fosse meno portata a contestare l'operato governativo e più tendente invece ad un approccio filogovernativo. La cosa apparve con tutta evidenza quando, in occasione delle elezioni presidenziali del 2004, invece di sposare la tesi astensionista della stragrande maggioranza dei Cabili (anche secondo le statistiche ufficiali si astenne quasi il 90%), il giornale seguì la politica dell'UDR, un partito fondato (2003) e presieduto dallo stesso Benyounes, che sosteneva l'elezione di Bouteflika.
Molti degli iniziali ammiratori abbandonarono quindi il giornale, etichettato, per disprezzo, con il nomignolo storpiato La Débauche de Kabylie ("Il traviamento della Cabilia").